# Municipio de Mulgi
El municipio de Mulgi (estonio: Mulgi vald) es un municipio estonio perteneciente al condado de Viljandi.

## Localidades (población año 2011)
- Abjaku 38
- Abja-Paluoja 1,084 c
- Abja-Vanamõisa 83
- Ainja 53
- Allaste 42
- Äriküla 98
- Atika 75
- Ereste 24
- Halliste 329 p
- Hirmuküla 28
- Hõbemäe 29
- Kaarli 94
- Kalvre 38
- Kamara 191
- Karksi 440
- Karksi-Nuia 1,573 c
- Kõvaküla 57
- Kulla 64
- Laatre 41
- Lasari 32
- Leeli 42
- Lilli 116
- Mäeküla 31
- Maru 0
- Metsaküla 62
- Mõisaküla 825 c
- Mõõnaste 27
- Morna 42
- Mulgi 47
- Muri 16
- Naistevalla 10
- Niguli 16
- Õisu 196 p
- Oti 21
- Päidre 52
- Päigiste 69
- Pärsi 68
- Penuja 58
- Põlde 178
- Polli 201
- Pöögle 51
- Pornuse 22
- Räägu 53
- Raamatu 18
- Raja 28
- Rimmu 32
- Saate 11
- Saksaküla 25
- Sammaste 40
- Sarja 27
- Sudiste 113
- Suuga 11
- Tilla 17
- Toosi 22
- Tuhalaane 106
- Ülemõisa 46
- Umbsoo 22
- Univere 41
- Uue-Kariste 50
- Vabamatsi 23
- Vana-Kariste 74
- Veelikse97
- Veskimäe 97[1]

(p: pueblo; c: ciudad; el resto son aldeas).